# KXJB-TV mast
KXJB-TV mast – drugi co do wielkości maszt świata, znajdujący się w hrabstwie Traill w Północnej Dakocie. Jego wysokość wynosi 627,89 metrów. Obok niego stoi inny maszt o wysokości 224 m.

## Podobne konstrukcje
- KVLY/KTHI TV Mast (628,8 m) – znajduje się kilka kilometrów na północ od KXJB-TV mast
- KXTV/KOVR Tower (624,5 m)